# Joc Pederson
Joc Russell Pederson (Palo Alto, California, 21 de abril de 1992) es un Jardinero central estadounidense de béisbol profesional que juega para los Arizona Diamondbacks de las Grandes Ligas, anteriormente jugó para Los Angeles Dodgers, equipo con el que debutó en 2014 y para los Chicago Cubs y San Francisco Giants. Su padre, Stu Pederson, jugó para los Dodgers en 1985. Pederson fue reclutado por los Dodgers en la 11.ª ronda del Draft MLB 2010, de la Preparatoria de Palo Alto. 
En 2012, fue nombrado el "Jugador de la Liga Menor del Año" de los Dodgers. En virtud de su herencia judía, jugó para el Equipo nacional de Béisbol de Israel en las rondas clasificatorias del Clásico Mundial de Béisbol 2013.
En 2013, Pederson estuvo a mitad de temporada y después de la temporada en el Juego de Estrellas de la Liga del Sur, y lideró la liga en porcentaje de Slugging. Fue clasificado como el prospecto #1 de los Dodgers por Baseball América después de la temporada 2013. En 2014, se convirtió en el primer jugador de la Pacific Coast League (PCL) en 80 años, y el cuarto de todos los tiempos, en conectar 30 jonrones y robar 30 bases en la misma temporada. Ese año, Pederson lideró el PCL en carreras, jonrones, bases por bolas, porcentaje de embasamiento y OPS, mientras robaba 30 bases. Fue nombrado el Jugador Más Valioso de la PCL, tanto para los equipos PCL All-Star de mitad de temporada como para la postemporada, y fue seleccionado como el Jugador AAA del año de Baseball América. En 2015, fue nombrado el octavo mejor prospecto en béisbol por Baseball América. Comenzó la temporada 2015 como el jardinero central titular de los Dodgers, y el tercer jugador más joven de la Liga Nacional. Pederson fue seleccionado para el equipo de la Liga Nacional en el Juego de Estrellas de las Grandes Ligas 2015, y fue elegido para comenzar en el jardín izquierdo. Llegó a la ronda final del Derby de Inicio de Grandes Ligas de Béisbol 2015, pero perdió contra el antesalista de los Rojos de Cincinnati Todd Frazier.

## Biografía
Pederson nació en Palo Alto, California y es hijo de Stu y Shelley Pederson. Stu jugó en ocho juegos para Los Angeles Dodgers en 1985, y pasó un total de 12 años en Minor League Baseball. Su madre era entrenadora de atletismo en la universidad. Pederson es judío de nacimiento, y fue elegible para jugar para el equipo nacional de béisbol de Israel, en el que ha jugado. [a] En términos de su identidad religiosa, Pederson se ha descrito a sí mismo como "básicamente nada". She and both her parents are Jewish; Pederson's father is not. In terms of his religious identity, Pederson has described himself as "basically nothing."
Su hermano mayor Tyger Pederson jugó béisbol para la Universidad del Pacífico, y jugó segunda base en el sistema de ligas menores de los Dodgers y para Los Rockford Aviators en la Frontier League. Su hermano mayor, llamado Champ, tiene síndrome de Down y a veces se queda con él durante la temporada. Su hermana menor, Jacey, es una jugadora de élite nacional de fútbol amateur, que jugó como delantera en el Equipo Nacional de Fútbol Femenino Sub-17 de los Estados Unidos.

## Secundaria
Pederson asistió a la escuela secundaria Palo Alto, donde se graduó en 2010. En su último año bateó para .466 con un porcentaje de embasarse de .577 y un porcentaje de slugging de .852, con 20 bases robadas en 22 intentos, jugando en el jardín central y dirigiéndose al equipo de béisbol de la escuela. También jugó para el equipo de fútbol de la escuela, liderando al equipo con 30 recepciones en su último año para 650 yardas y 9 touchdowns.
Después de la escuela secundaria, Baseball América lo nombró el mejor prospecto de la Liga de béisbol colegial de Hawái después de que bateara .319 con Waimea Waves y fue escogido para el Juego de las Estrellas de la liga.

## Carrera profesional

### Ligas menores
Pederson fue seleccionado fuera de la Preparatoria Palo Alto por los Dodgers en la 11.ª ronda del Draft MLB 2010. Se había comprometido a jugar en la Universidad del Sur de California, a la que su padre había asistido y para la cual su padre había jugado al béisbol, pero prefirió firmar con los Dodgers. Recibió un bono por firmar de $ 600,000, la segunda bonificación más alta de cualquier selección de Dodgers en el draft y cuatro veces la cantidad recomendada para selecciones de draft más tarde que la quinta ronda.
En 2011, como el jugador más joven con los Ogden Raptors de la Pioneer League, bateó .353 / .429 / .568 con 11 jonrones, liderando la liga en carreras impulsadas (64), OPS (.997) y asistencias en los jardines (9), segundo en bases robadas (24) y porcentaje de embasamiento, y tercero en carreras (54) y bases por bolas (36), en 68 juegos. Fue seleccionado como un Todo Estrella de la Liga de Pioneros y Novato, un All Star de Baseball América y un All Star de temporada Corta/Novato Top. Fue clasificado como el prospecto # 3 de la Pioneer League y el Best Hitter for Average en el sistema de los Dodgers, por Baseball América en 2011.

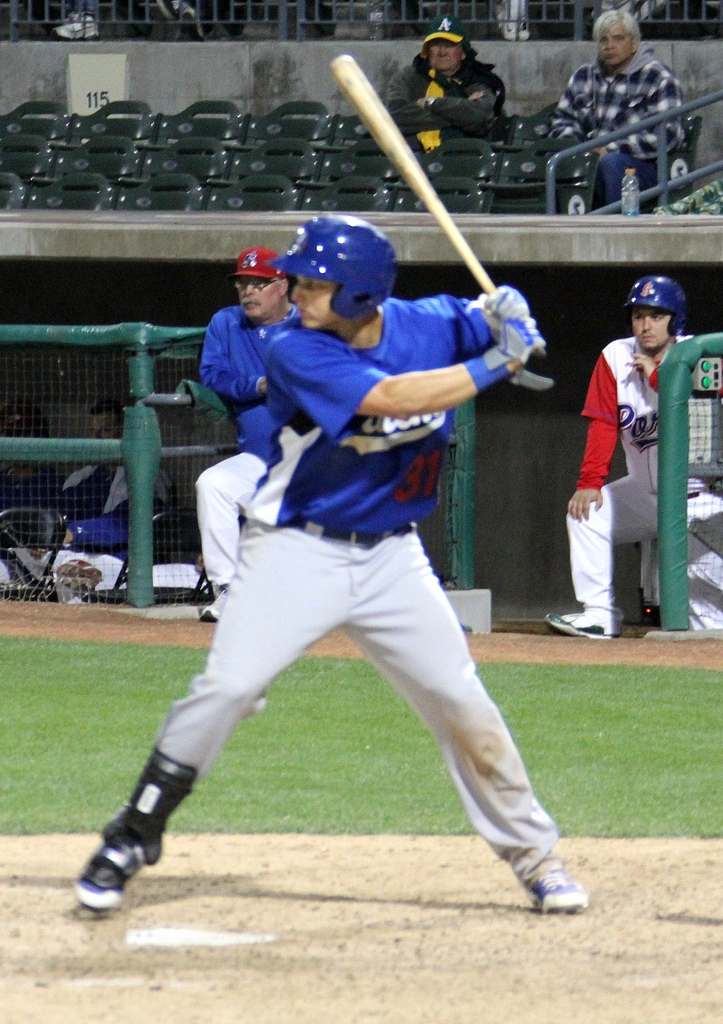
Pederson con los Rancho Cucamonga Quakes

Pederson fue promovido al Clase A (avanzado) Rancho Cucamonga Quakes de la Liga de California en 2012, a la edad de 20 años. Allí bateó para .313 ./. 396 / .526 con 96 carreras (4º en la liga), 48 hits extra base y 26 robos. Fue seleccionado como el "Jugador de la Liga Menor del Año" de los Dodgers 2012 (el "Premio Branch Rickey"), y por MILB.com como una organización de los Dodgers All Star. Baseball América lo calificó como el prospecto número 3 de la Liga de California, y como el mejor jardinero defensivo y por tener la mejor disciplina de zona de ataque en el sistema de los Dodgers.
Los Dodgers luego lo asignaron a los Mesa Solar Sox en la Liga de Otoño de Arizona, donde fue una estrella en ascenso de la AFL. Fue clasificado como el prospecto #4 de los Dodgers por Baseball América (y prospecto #3 por MILB.com) después de la temporada 2012.
Recibió un ascenso a los Miradores AA Chattanooga en la Southern League, comenzando la temporada 2013 como el miembro más joven del equipo y el segundo jugador más joven de la liga. Pederson fue seleccionado para representar al equipo de EE. UU. En el All-Star Futures Game durante la temporada, y también fue seleccionado para jugar en el juego All Star Star League. Bateó .278 mientras lideraba la liga en porcentaje de slugging (.497), fue segundo en jonrones (22) y carreras (81), tercero en bases robadas (31), porcentaje de embasarse (.381) y OPS ( .878), y quinto en bases por bolas, mientras bateando lideraba con 58 carreras impulsadas y 10 asistencias de campo en 123 partidos durante la temporada. Obtuvo honores de All-Star después de la temporada, fue Topps Double-A All Star y Baseball América Minor League All Star, y fue el prospecto número 7 de Baseball América en la liga. En la encuesta del mánager de Baseball América, fue votado como el mejor jardinero defensivo y el jugador más emocionante en la Liga del Sur. Luego jugó la pelota de invierno para los Cardenales de Lara en la Liga Invernal venezolana, donde tuvo un porcentaje de embasamiento de .439. Fue clasificado como el prospecto #1 de los Dodgers por Baseball América después de la temporada 2013.
En febrero de 2014, Baseball América lo nombró el 34º mejor prospecto en el béisbol. Los Dodgers lo invitaron a los entrenamientos de primavera en la primavera de 2014.
Luego Pederson fue asignado a los AAA Isotopes Park para comenzar la temporada 2014. Fue nombrado Prospectiva del Mes por MLB Pipeline en abril de 2014. Había bateado .398 (segundo mejor en la liga) / .504 / .663 con 6 jonrones y 9 robos. Fue el quinto jugador más joven en la posición en la Liga de la Costa del Pacífico, y casi cinco años más joven que el promedio de la liga. Ben Badler, de Baseball América, opinó: 

"Pederson es el prospecto n.° 1 de Los Dodgers, el n.° 34 en béisbol, y sigo creyendo que está infravalorado".

Pederson fue nombrado para el equipo All-Star de la Liga de la Costa del Pacífico luego de batear .319 / .437 (liderando el PCL) / .568 (3er en el PCL) con 1.005 OPS (liderando el PCL), 17 jonrones ( empatado en 6 ° lugar en las ligas menores), 57 bases por bolas (empatado en primer lugar en PCL), 58 anotadas (2 ° en PCL) y 20 bases robadas (3 ° en PCL), en 74 juegos. A mediados de la temporada 2014, fue nombrado el 17º mejor prospecto en béisbol por Baseball Prospectus, y el 18º mejor prospecto en béisbol por Baseball América. El 24 de julio, se convirtió en el segundo jugador de ligas menores en llegar a 20 jonrones y robar 20 bases en 2014, y el primer jugador de isótopos en tener una temporada 20/20. Al hacerlo, se convirtió en el segundo jugador de ligas menores de Los Dodgers en tener dos temporadas de ligas menores 20/20, uniéndose a Mike Marshall, quien lo hizo en 1979 y 1981.
El 23 de agosto, en su 115.º juego de la temporada, se convirtió en el primer jugador en el PCL en 80 años (desde Frank Demaree en 1934, en 186 juegos), y el cuarto de todos los tiempos, en conectar 30 jonrones y robar 30 bases en la misma temporada. Los únicos otros bateadores de la Liga de la Costa del Pacífico en hacerlo fueron Lefty O'Doul (en 1927, en 189 juegos) y el miembro del Salón de la Fama Tony Lazzeri (en 1925, en 197 juegos). También fue el segundo ganador de los Dodgers menores en hacerlo, uniéndose a Chin-Feng Chen (1999; 31/31 para la Clase A de San Bernardino).
En 2014, bateó .303 / .435 (liderando la liga) / .582 (3º en la liga) y lideró el PCL en carreras (106), jonrones (33), bases por bolas (100) y OPS (1.017) , mientras roba 30 bases (3 ° en la liga). Estableció los registros de Isotopes de una temporada para los paseos y carreras anotadas. Bateó .306 / .442 / .573 contra derechos y .299 / .422 / .598 contra zurdos, mientras bateó .366 con corredores en base.
Fue votado como el jugador más valioso PCL 2014, nombrado para el equipo All-PCL de postemporada, y nombrado Novato del Año PCL, que se otorga a un jugador en su primer año en el nivel AAA. También fue nombrado por Baseball América como Jugador AAA del Año, como All-Star AAA, y para su equipo All-Star de la Liga Menor 2014. Fue seleccionado como el "Jugador de la Liga Menor del Año" de la organización de los Dodgers por segunda vez (compartiendo el premio con el campocorto Corey Seager). Se convirtió en el tercer jugador de la posición de los Dodgers en ganar el premio en dos ocasiones, junto a Billy Ashley y Paul Konerko.
Hasta el 2014, sus estadísticas agregadas de ligas menores fueron una línea de bateo de .302 / .405 / .524, con 84 jonrones y 113 bases robadas en 1,641 con bates.

### Los Angeles Dodgers

#### 2014

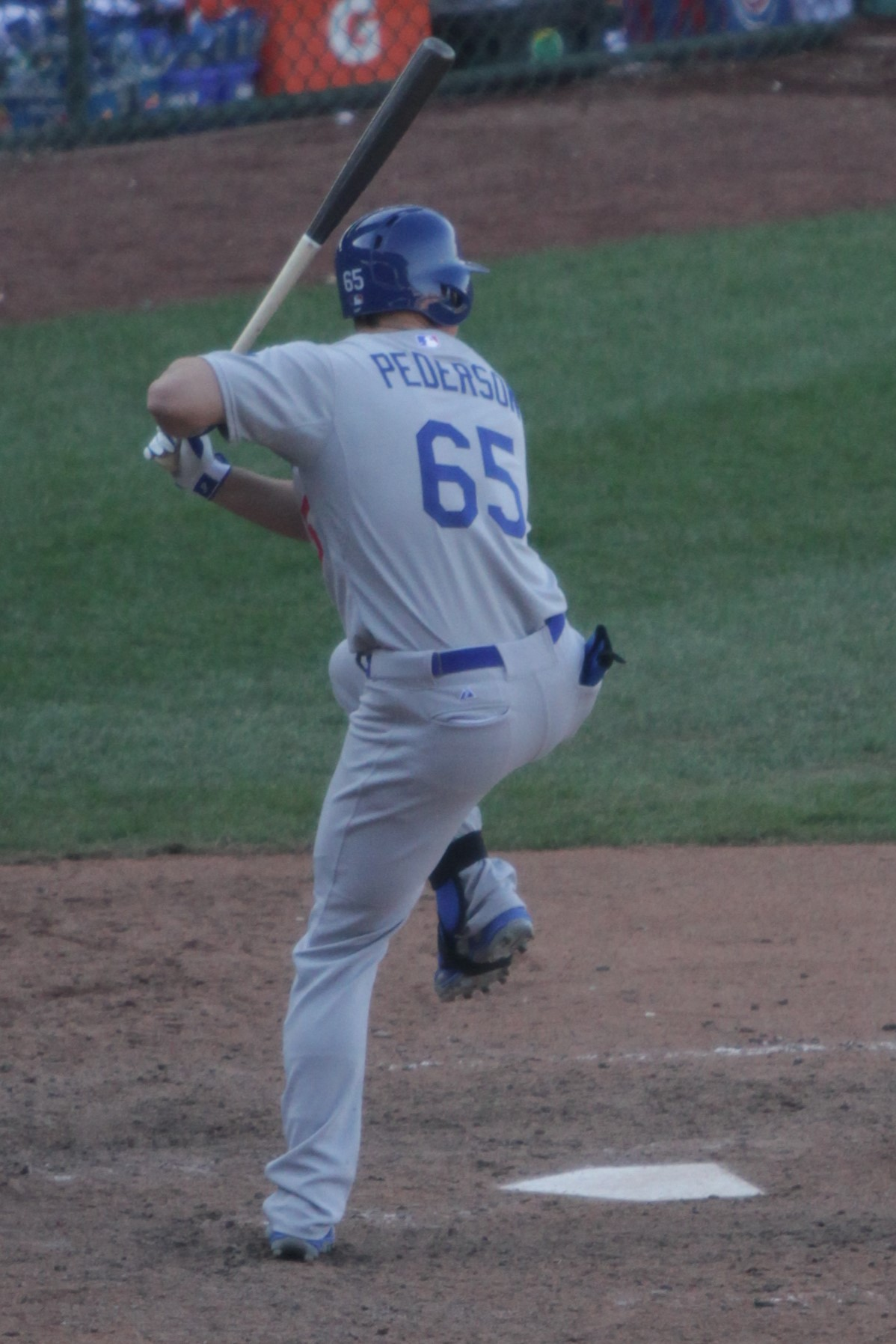
Pederson con los Dodgers en 2014

Pederson fue agregado a la lista de 40 hombres de los Dodgers y convocó a los Majors por primera vez el 1 de septiembre de 2014. El gerente Don Mattingly dijo: 

"Las personas de nuestra organización que más lo han visto dicen que es el mejor jardinero central de nuestra organización".

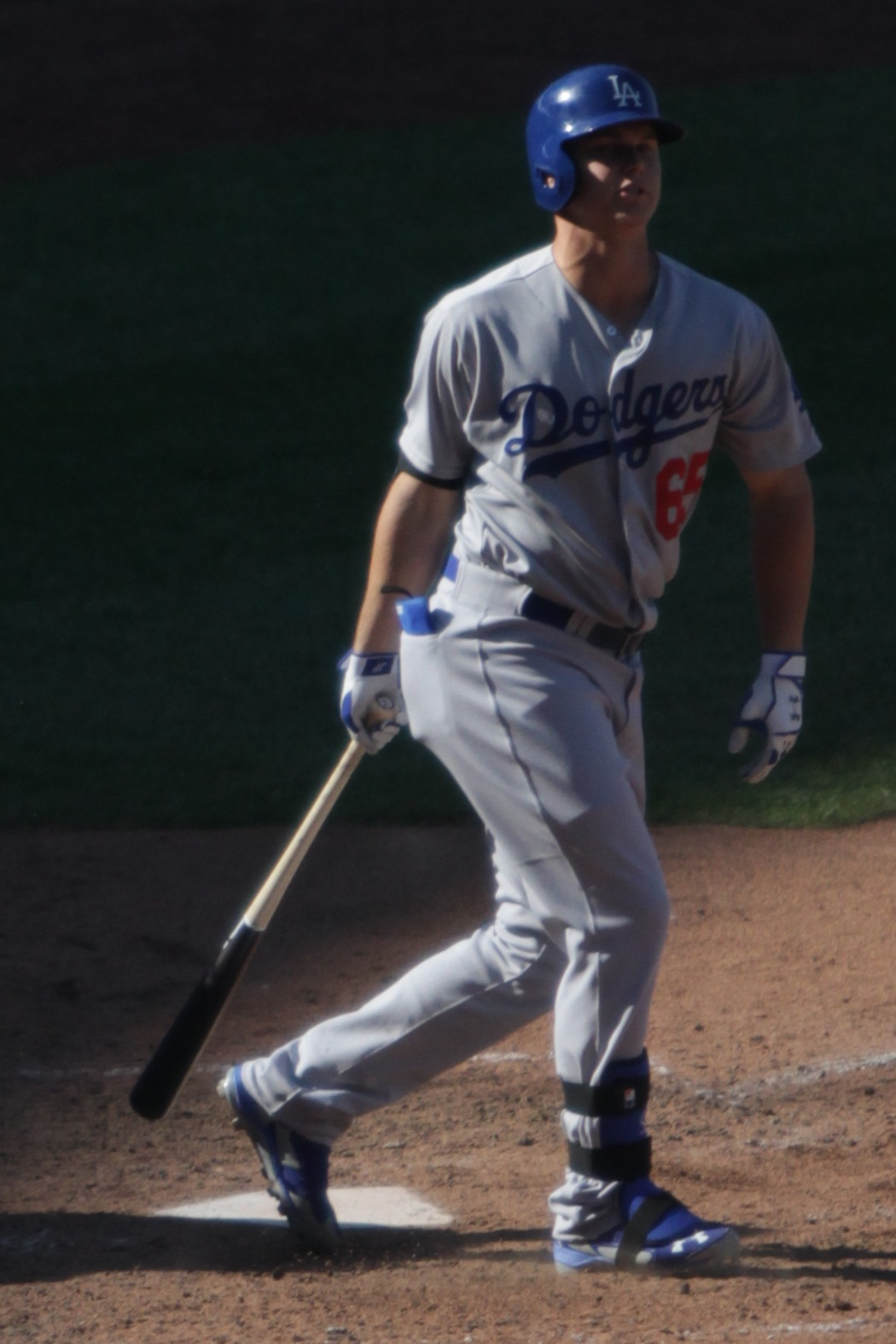
Pederson con los Dodgers en 2014

Se ponchó como bateador emergente en su debut en las Grandes Ligas esa noche, contra los Nacionales de Washington. Comenzó en el jardín central al día siguiente y recogió su primer golpe de Grandes Ligas en un sencillo al centro derecho de Doug Fister en la segunda entrada. En 18 juegos, solo tuvo cuatro hits en 28 turnos al bate.

#### 2015
Después de que los Dodgers canjearan a Matt Kemp en diciembre de 2014, Los Angeles Times escribió que el equipo se propuso comenzar con Pederson en el jardín central en la temporada 2015. Baseball América lo nombró el prospecto #8 en 2015, y MLB.com lo ubicó como el 13º mejor prospecto en el béisbol, y el prospecto número 2 en el campo abierto, entrando en la temporada 2015.
Después de un fuerte entrenamiento de primavera en el que lideró al equipo en jonrones, impulsadas y carreras anotadas, Pederson fue anunciado como el jardinero central titular del Día Inaugural de los Dodgers para la temporada 2015. Los dos novatos anteriores de los Dodgers comenzaron el día inaugural y mantuvieron el trabajo durante toda la temporada, Todd Hollandsworth (en 1996) y Wilton Guerrero (en 1997). A los 22 años de edad, era el jardinero central más joven desde la apertura de los Dodgers desde Willie Crawford (en 1969), y el tercer jugador más joven en la Liga Nacional.

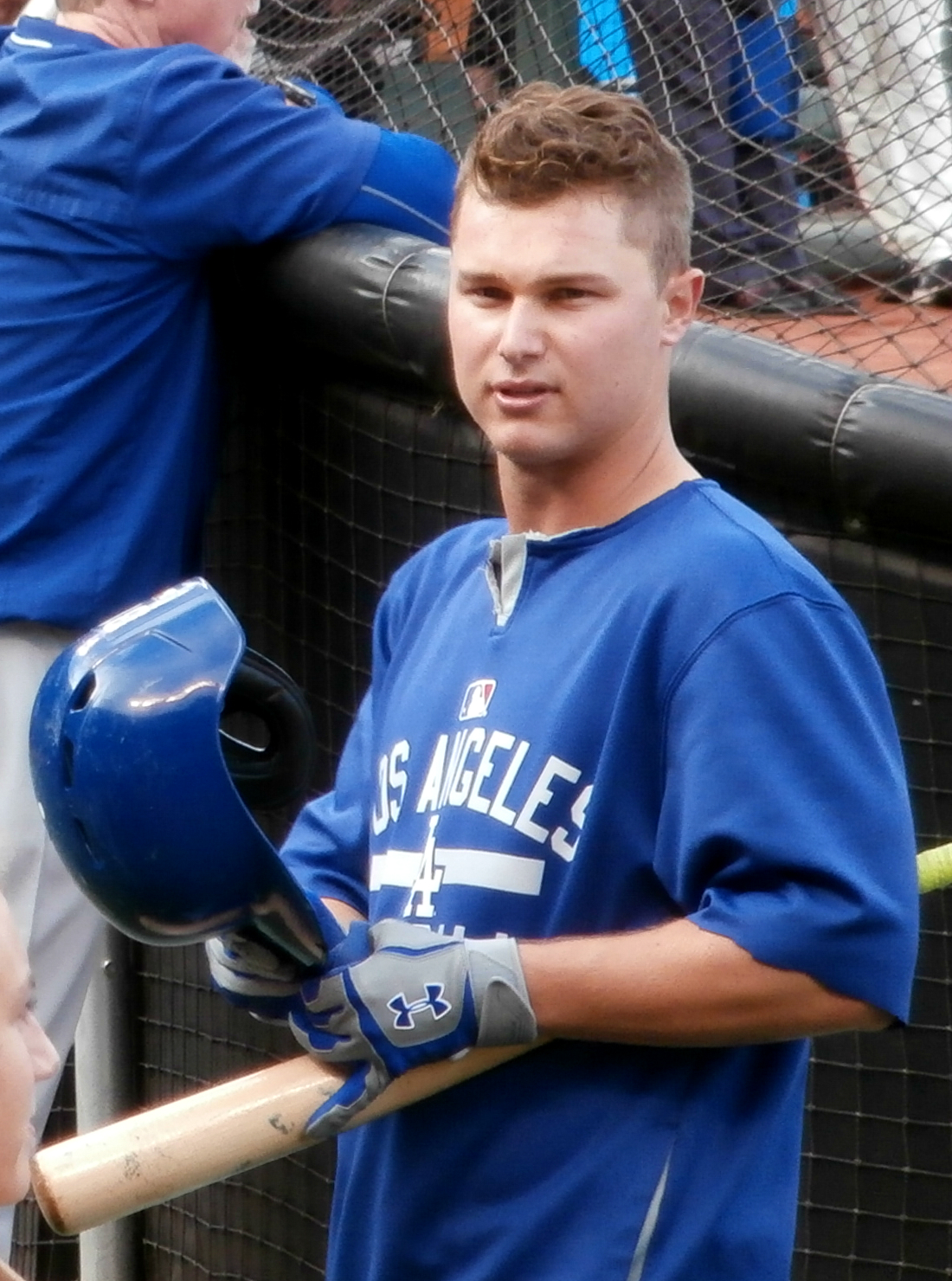
Pederson durante la práctica de bateo en AT&T Park el 20 de mayo de 2015

Logró su primer jonrón de las Grandes Ligas el 12 de abril frente a A. J. Schugel de los Diamondbacks de Arizona. Llegó a su primer Grand Slam de Grandes Ligas el 1 de mayo frente a Rubby De La Rosa de los Diamondbacks, con el tiro de 446 pies estimado como el jonrón más largo de un Dodger en casa desde 2012, y el Grand Slam fue el primero para los Dodgers desde Yasiel Puig dieron uno en junio de 2013. Al día siguiente, se convirtió en el primer novato de los Dodgers en cuadrangular en cuatro juegos consecutivos desde Bill Sudakis en 1969, y se convirtió en el novato más joven de los Dodgers en hacerlo. Pederson conectó dos jonrones el 6 de mayo, marcando siete hits consecutivos que fueron jonrones, la primera vez que se hizo desde 2013 y la primera vez desde que un novato se definió en las Grandes Ligas en 1958. El 23 de mayo, Pederson conectó su tercer jonrón de la temporada, igualando el récord de novatos de los Dodgers establecido por Johnny Frederick en 1929. Los nueve jonrones de Pederson en mayo empataron a James Loney (septiembre de 2007) para el récord de jonrones de los Dodgers por un novato en un mes. Sus 13 jonrones para la temporada hasta el 31 de mayo empataron a Orlando Cepeda (1958) en la segunda mayor cantidad por un novato de la Liga Nacional hasta fines de mayo en la historia del béisbol, detrás de Albert Pujols (16 en 2001).
Jonroneó en ambos juegos de una doble cartelera de un día a la noche el 2 de junio, con su segundo cuadrangular estimado en 480 pies, el más largo en las Grandes Ligas en ese momento de la temporada. El 3 de junio, jonroneó en su quinto juego consecutivo, convirtiéndose en el primer novato de los Dodgers en hacerlo. Eso también empató el récord del equipo, con Pederson uniéndose a Roy Campanella (1950), Shawn Green (2001), Matt Kemp (2010) y Adrián González (2014-15). Junto con su racha de jonrones de cuatro juegos en mayo, se convirtió en el segundo novato en la era moderna en tener dos rachas de jonrones de al menos cuatro partidos (uniéndose a Jimmie Hall de Minnesota, 1963). Pederson conectó su jonrón 19 el 22 de junio, superando a Mike Piazza (1993) en la mayoría de jonrones por un novato de los Dodgers antes del receso por el Juego de Estrellas. Bateó su vigésimo el 29 de junio, convirtiéndose en uno de los tres novatos en la historia de la MLB en conectar 20 o más jonrones antes de julio, uniéndose a Wally Berger (1930) y Albert Pujols (2001).
Fue seleccionado al escuadrón de la Liga Nacional en el Juego de Estrellas de Grandes Ligas 2015, el primer novato de los Dodgers en ser seleccionado como un All Star desde Hideo Nomo en 1995, y luego fue elegido para comenzar en el jardín izquierdo, después Matt Holliday se retiró del juego debido a una lesión. Se convirtió en el primer jugador de posición de novato de los Dodgers en comenzar un Juego de Estrellas. También fue seleccionado para participar en el Home Run Derby. Pederson fue el sembrado #4, bateó el jonrón más largo de la noche a 489 pies, se convirtió en el primer Dodger en llegar a la final del Derby y quedó en segundo lugar, perdiendo 15-14 ante Todd Frazier en la ronda final.
Su actuación disminuyó en junio y julio y los Dodgers lo dejaron fuera del primer puesto en el orden de bateo, citando su alta tasa de ponches, la más alta en las mayores. El 23 de agosto, perdió su puesto de jardinero central titular debido a su caída prolongada.
En 151 juegos en 2015, bateó .210 / .346 / .417 con 26 jonrones (el segundo más grande por un novato de los Dodgers en la historia de la franquicia, detrás de 35 de Mike Piazza en 1993) y 67 carreras, 54 carreras impulsadas, 92 bases por bolas (5.ª en la Liga Nacional, el tercero más por un novato de los Dodgers en la historia de la franquicia detrás de Jim Gilliam (100 en 1953) y Billy Grabarkewitz (95 en 1970), 18.5 turnos por cabezazo (décimo en la liga) y 4.21 lanzamientos por aspecto de plato (6 ° en la mayoría de las Grandes Ligas). Sus 26 jonrones promediaron una distancia de 421.7 pies, la distancia promedio más larga de cualquier bateador de la MLB. Empató el más bajo total de carreras impulsadas por un jugador con 25 o más jonrones (Ron Gant también conectó 26 jonrones con 54 impulsadas, en el 2000. También empató a Matt Kemp por el récord de ponches de la franquicia de los Dodgers, con 170 (3° en la Liga Nacional ). Al final de la temporada, fue seleccionado al equipo All-Rookie de Baseball América.

#### 2016
El 28 de junio, Pederson dejó un juego contra los Cerveceros de Milwaukee después de torcer su Articulación acromioclavicular (hombro) derecho mientras realizaba una captura de buceo contra la pared del jardín; fue colocado en la lista de distribución tres días después, y regresó el 19 de julio. Apareció en 137 juegos en 2016, bateando 246 / .352 / .495 con 25 jonrones, 25 dobles y 68 impulsadas. Sus 25 jonrones promediaron una distancia de 412.1 pies (la distancia promedio más larga 7º de cualquier bateador de la MLB), y 4.18 lanzamientos por aparición de placas (10º más en la Liga Nacional).

#### 2017

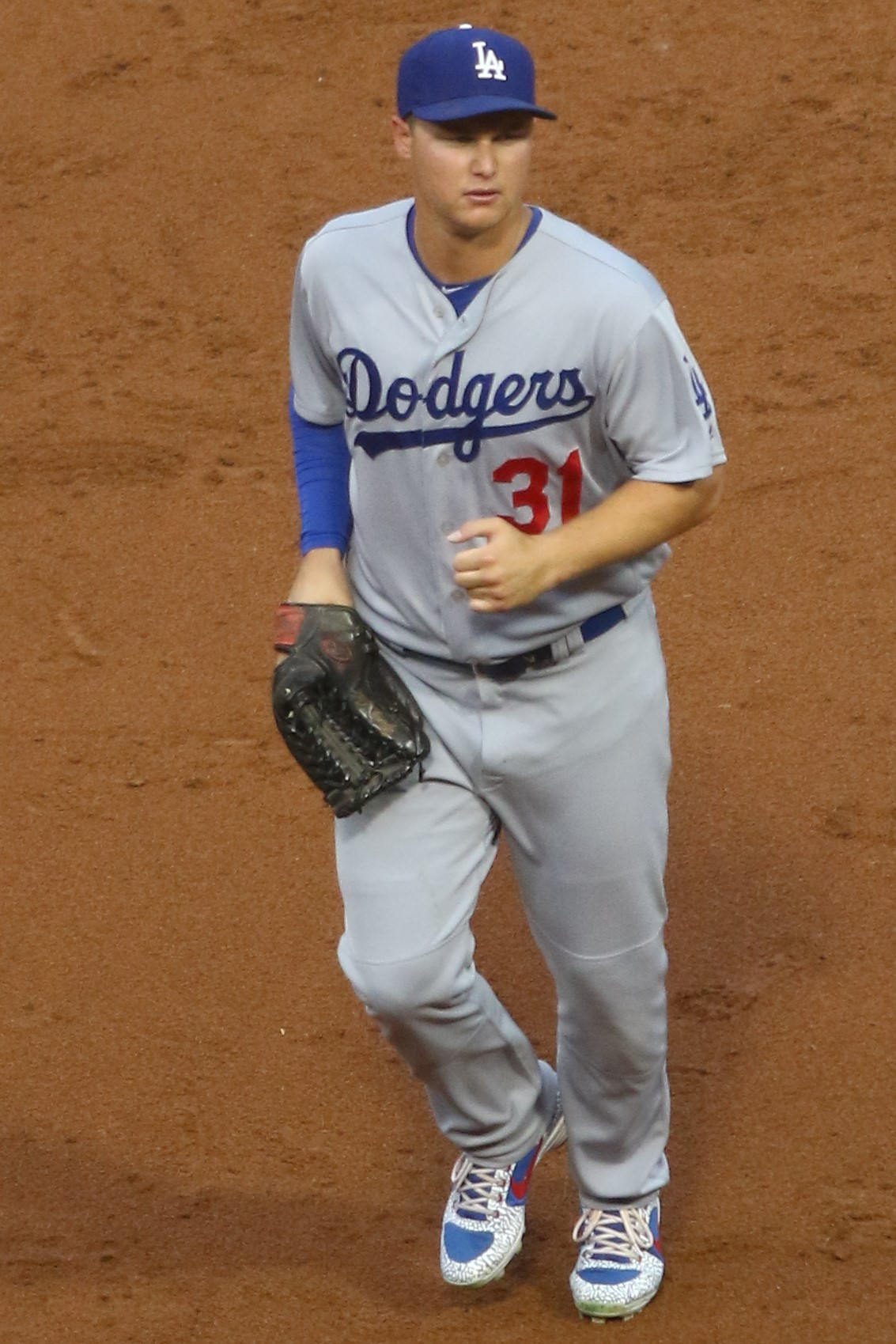
Pederson en 2017

El 3 de abril de 2017, Pederson conectó un cuadrangular de Grand Slam en el Día Inaugural contra los Padres. Fue el primer grand slam de un bateador de los Dodgers en el Día Inaugural desde que Eric Karros bateó uno el 3 de abril de 2000 contra Montreal. Sus cinco carreras producidas en el Día de Apertura fueron las más numerosas de un Dodger desde que Raúl Mondesí condujo seis en 1999 contra Arizona.
El 23 de mayo, en una victoria 2-1 sobre los Cardenales de San Luis, Pederson colisionó con su compañero de equipo Yasiel Puig en los jardines, y entró en la lista de conmoción cerebral por 7 días. El 19 de agosto, Pederson fue enviado a Triple-A después de que los Dodgers adquirieran a Curtis Granderson de los Mets de Nueva York. En 2017, bateó .212 / .331 / .407 con 11 jonrones y 35 impulsadas en 273 en bates.
En la postemporada de 2017, Pederson rompió un récord de postemporada de los Dodgers que se estableció en 1953, ya que tuvo cinco juegos consecutivos con un hit extrabase, superando a Billy Cox, Andre Ethier y A.J. Ellis.

## Clásico Mundial de Béisbol
Pederson, en virtud de su herencia judía, jugó para el equipo nacional de béisbol de Israel en las rondas clasificatorias del Clásico Mundial de Béisbol 2013, el jugador más joven del equipo. Fue bateador segundo en el equipo de Israel y bateó .308 con tres robos. Durante los tres juegos del calificador, bateó el segundo y comenzó en el jardín derecho. Durante el primer juego, se fue de 1 a 5 con dos ponches y dejó a tres corredores en la base. Durante el segundo juego Pederson fue 2 por 4 con una carrera anotada, un strike out, dejó a dos corredores en la base y robó una base. Durante el tercer y último juego Pederson fue 1 por 4, anotó dos carreras, caminó dos veces, ponchó y robó una base.